# تیغ‌ماهی
تیغ‌ماهی با نام علمی: (Pelecus cultratus (Linnaeus،۱۷۵۸ نوعی ماهی است.
تیغ‌ماهی‌ها جزء کپورماهیان می‌باشد که دارای دندان‌های حلقی ۲ ردیفی به فرمول ۵٫۲-۲٫۵ است. خط جانبی در این ماهی حالت مواج دارد. باله پشتی در ناحیه خلفی بدن قرار دارد که تنها استثناء در بین کپور ماهیان از این نظر، می‌باشد. دارای کیل ساده‌ای در زیر بدن است. دهان این ماهی فوقانی بوده و سطح زی می‌باشد. زیستگاه آن حوضه جنوبی دریای خزر است و در لیست سرخ IUCN در طبقه به شدت در معرض خطر انقراض، قرار دارد. بیشینهٔ اندازه در این ماهی، ۴۵ و به طور میانگین، ۱۸ سانتی متر می‌باشد.